# Carnaval Rural de Santa Cruz de Campezo
El Carnaval Rural de Santa Cruz de Campezo es una tradición que se celebra el Martes de Carnaval en la localidad de Santa Cruz de Campezo en la comarca de Montaña Alavesa. 

## Historia
El Carnaval Rural de Santa Cruz de Campezo se dejó de celebrar hacia 1936 y se recuperó en 1988 y tiene como acto central el juicio a Toribio, un muñeco al que se culpa de los males y desgracias ocurridos durante el año y que es arrojado al río Ega (antiguamente era arrojado en la desaparecida fuente-abrevadero de la plaza del pueblo). También se ha mantenido la tradición del Jueves de Lardero, en la que las niñas y niños del pueblo salen a pedir por las casas.

## Descripción
El Martes de Carnaval dos "katxirulos" llevan a Toribio por el pueblo acompañado de diferentes personajes. Después de pasearlo por las calles todos se dirigen a la plaza donde se realiza el juicio y finalmente bajan hasta el puente sobre el río Ega donde es arrojado a sus aguas. 

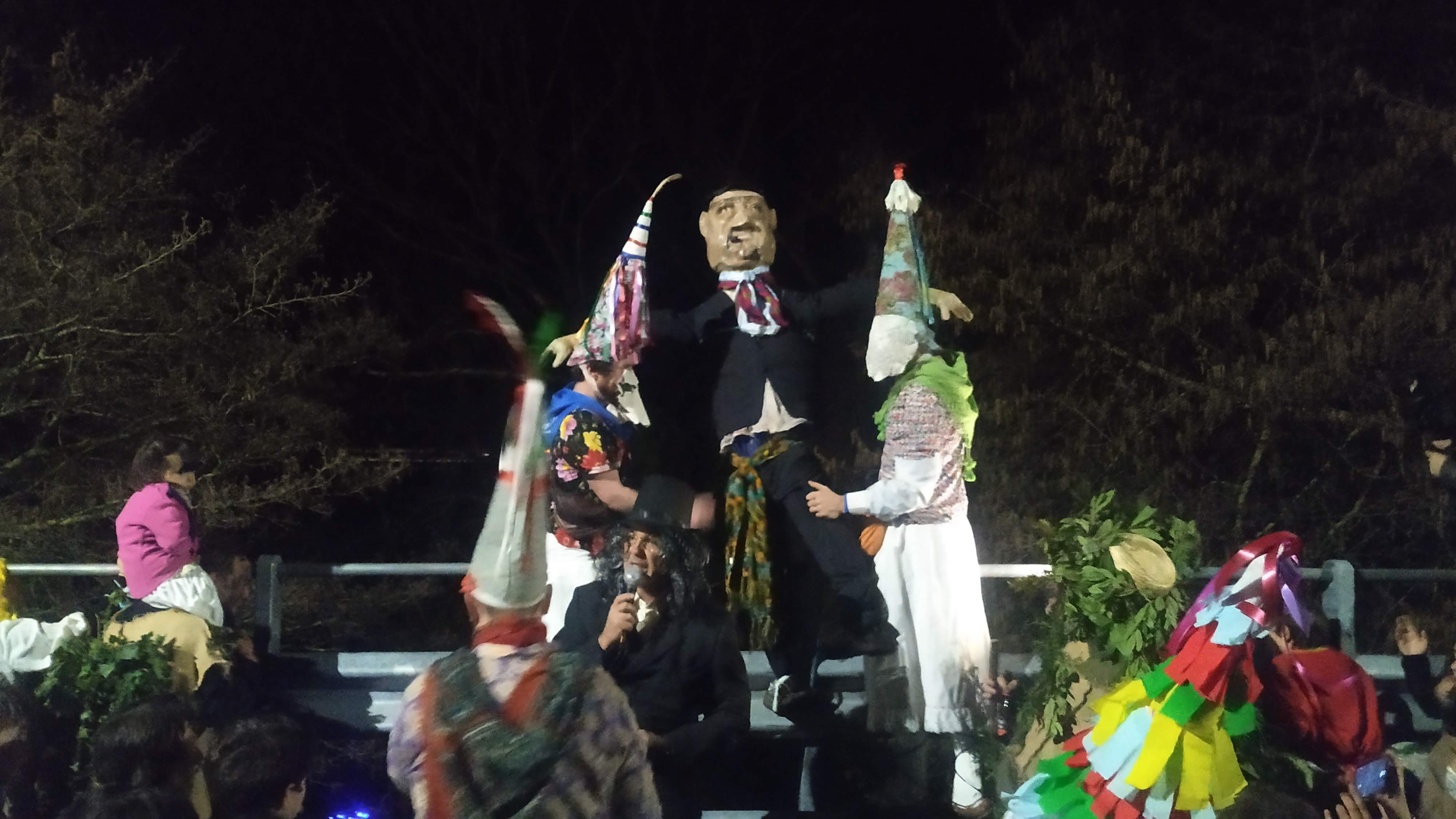
Toribio antes de ser lanzado al río Ega.

### Personajes
El protagonista principal es Toribio, un muñeco originalmente relleno de paja y vestido con ropa de hombre, que es portado por dos "katxirulos", personajes que llevan enaguas blancas, blusa de colores llamativos, abarcas, y un pañuelo o tela cubriendo la cara y un  cucurucho en la cabeza con tiras colgando en la parte superior. Toribio y sus dos porteadores van acompañados de una amplia comitiva de "katxirulos" y de los siguientes personajes: el Juez, Boj de umbría, Cura de Bargota, Txorimalo de Soñano, Frailes de Pierola., Carbonero de Biloria, El Furtivillo, Amama kurruka de Vírgala, Cabrón de Costalera, Lentejuelas, Dama del tabaco, Pottoka de Inta, Osa de Ullibarri Arana, Laminsoila, Laminhoria, Matakan, Boj de solana, Durillo, Juan Lobo, El hombre del saco y Karramarro del Ega. Algunos de estos personajes son de reciente creación y se han ido añadiendo durante los últimos años a los ya existentes, que están basados en leyendas y tradiciones de la zona como el caso de Juan Lobo. 

## Reconocimientos
El carnaval rural de Santa Cruz de Campezo, junto con otros 125 carnavales rurales que se organizan en distintas localidades de Álava fueron la primera manifestación cultural inmaterial registrada y catalogada por la Administración vasca en el año 2014, en el que el Gobierno Vasco y la UPV-EHU elaboraron el Registro y Catálogo de los carnavales rurales de Álava.